# Lijst van gouverneurs van Kristianstads län
Dit is een lijst van gouverneurs van de voormalige provincie Kristianstads län in Zweden, in de periode 1719 tot 1997. Kristianstads län en Malmöhus län gingen in 1997 samen verder als Skåne län.
- Samuel von Hylteen 1719–1738
- Nils Silfverskiöld 1739–1745
- Christian Barnekow 1745–1761
- Carl Axel Hugo Hamilton 1761–1763
- Reinhold Johan von Lingen 1763–1772
- Axel Löwen 1773–1776
- Gabriel Erik Sparre 1776–1786
- Carl Adam Wrangel 1786–1803
- Eric von Nolcken 1803–1811
- Axel de la Gardie 1811–1838
- Georg Ludvig von Rosen 1838–1851
- Knut Axel Posse 1852–1856
- Emil von Troil 1856–1859
- Axel Ludvig Rappe 1860–1866
- Axel Trolle-Wachtmeister 1866–1883
- Magnus de la Gardie 1883–1905
- Louis De Geer 1905–1923
- Johan Nilsson 1923–1938
- Alvar Elis Rodhe 1938–1947
- Per Westling 1947–1963
- Bengt Petri 1964–1979
- Lennart Sandgren 1979–1984
- Einar Larsson 1985–1989
- Anita Bråkenhielm 1990–1996
- Hans Blom 1996